# Konchoraptor
Konchoraptor (Conchoraptor gracilis Barsbold, 1986) – mięsożerny, górnokredowy ptakopodobny dinozaur z grupy teropodów, którego szczątki znaleziono na terenie obecnej pustyni Gobi.
Nazwa muszlowy złodziej ilustruje zmianę w poglądach naukowców, którzy początkowo uważali, że owiraptorozaury żywiły się głównie jajami, a obecnie coraz częściej mówią o możliwości używania bezzębnego dzioba do miażdżenia skorup małżów. Jak na owiraptorozaura, konchoraptor był małych rozmiarów (1-2 metry długości). Nie miał też grzebienia na czaszce. Z tych powodów był początkowo brany za młodocianego przedstawiciela rodzaju Oviraptor.
W roku 2007 opublikowano wyniki badań nad odlewem puszki mózgowej konchoraptora znalezionej przez polskich paleontologów. Dinozaur okazał się mieć mózg pod pewnymi względami bardziej typowo ptasi od mózgu archeopteryksa, oraz charakterystyka wskazuje na dobry wzrok i koordynację ruchową.

## Klasyfikacja
- dinozaury (Dinosauria) 
  - gadziomiedniczne (Saurischia) 
    - teropody (Theropoda) 
      - celurozaury (Coelurosauria) 
        - maniraptory (Maniraptora)
          - owiraptorozaury (Oviraptorosauria)
            - Caenagnathoidea 
              - owiraptory (Oviraptoridae) 
                - Conchoraptor
                  - Conchoraptor gracilis Barsbold, 1986[1]